# نواة دهليزية علوية
النواة الدهليزية العلوية هي إحدى النوى الدهليزية وتتلقى فروع صغيرة ونهايات عصبية قادمة من العصب الدهليزي.
كما تُرسل ألياف غير متقاطعة إلى العصب القحفي الثالث والرابع عبر الحزم الطولية الإنسية.